# C.I.A. Criminal International Agency sezione sterminio
C.I.A. Criminal International Agency sezione sterminio (Permission to Kill) è un film di produzione austriaca, britannica e statunitense del 1975 diretto da Cyril Frankel.

## Trama
Negli anni della guerra fredda Alan Curtis, un raffinato gentiluomo inglese, è a capo di un servizio di intelligence legato a filo doppio con le grandi potenze internazionali. Curtis riceve l'incarico di impedire il ritorno in patria di Alexander Diakin, un leader rivoluzionario dell'Europa dell'Est, che sta fomentando la rivolta contro il regime dittatoriale che opprime il suo paese. 
Per raggiungere lo scopo, esercita delle pressioni su un giornalista americano amico di Diakin, su Charles Lord, funzionario del ministero degli Esteri inglese, e su Katina Peterson, una ex amante di Alexander, dal quale ha anche avuto un figlio. I tre fanno di tutto per salvare Diakin pagando anche Melissa, una terrorista che in cambio della liberazione del suo compagno si era impegnata con Curtis a eliminare Diakin; Melissa perde la vita e Diakin sta per imbarcarsi su un aereo privato diretto all'Est, ma salta in aria proprio mentre sta per partire.